# Darkstone
Darkstone —también conocido como Darkstone: Evil Reigns en el Reino Unido— es un videojuego de rol de acción creado en 1999 por la compañía Delphine Software que consiste en la creación de un personaje y que tiene que llevar a cabo la búsqueda de la paz en la ciudad y en las tierras cercanas de esta.
Comienza con el asesinato del padre del personaje creado y éste buscará a tal asesino. Se dice que un monje llamado Draak usó magia negra, con la cual se convirtió en un dragón y ha ido aumentando sus poderes. Draak provoca un desequilibrio en la tierra y hace que todo sea arruinado.
Para evitar esto, el personaje principal debe reunir 7 cristales mágicos para que el mal se disuelva y no haga más destrozos en el mundo.
A medida que se avanza en el juego este va oponiendo mayor dificultad, por lo que es necesario hacer que dicho personaje suba de niveles para mejorar sus estadísticas y así tener mejores posibilidades contra los enemigos que allí se encuentre.
Ha sido comparado con el videojuego Diablo por sus similitudes en general, especialmente en la interfaz de la manipulación del personaje.
Posee modo de un jugador y multijugador. En el modo de un jugador es posible jugar con dos personajes al mismo tiempo o solamente uno; en el caso de dos personajes el que no está seleccionado funciona por medio de una inteligencia artificial. En el caso del modo multijugador sólo es posible llevar a un personaje y la partida puede ser cooperativa o competitiva —cada jugador elige si quiere ser competitivo, si alguiem más acepta podrán causarse daño—, de hasta cuatro jugadores y puede ser por medio de LAN —ya sea TCP/IP o bien IPX— o por Internet. El juego ya incluye su propio software servidor, por lo que no requiere de algún servidor de juegos dedicado, de este modo cualquier jugador puede iniciar una partida multijugador en internet a la que se puedan unir demás jugadores.

## Argumento

### Escenario

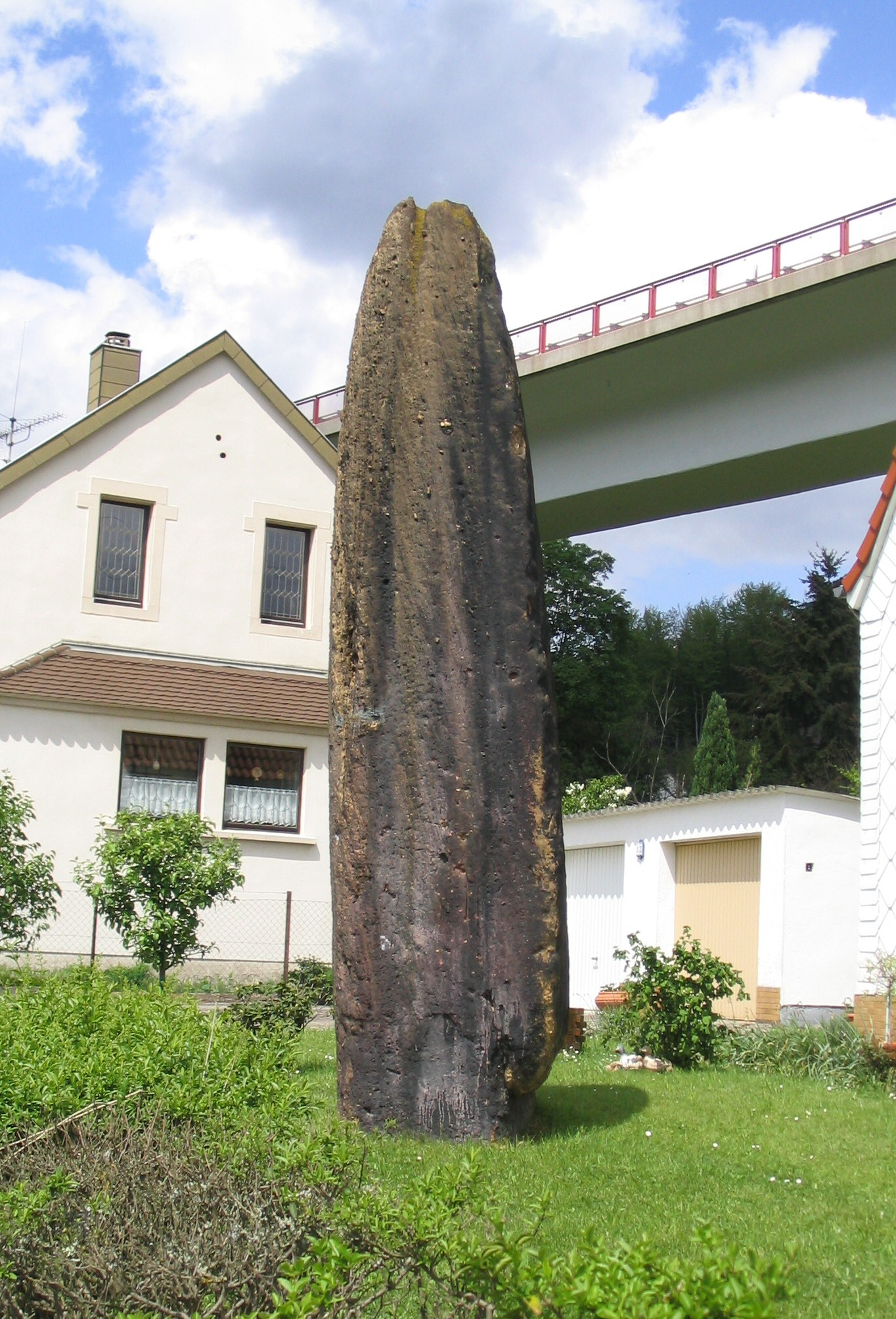
La Darsktone es un monolito invocado por Draak en medio de la ciudad, la cual desgasta la vida de sus habitantes.

La trama de Darkstone se desarrolla en un mundo ficticio llamado “La Tierra de Uma”, semejante a la época medieval Francesa. Este mundo tiene su propio mito de la creación, donde dos entidades superiores: la Vida y la Muerte, luchan eternamente. Tras miles de años peleando, los animales y plantas morían; al final es la Vida quien gana y de las cenizas del esta pelea salió la humanidad.
Los humanos cultivaron y sembraron árboles, y en agradecimiento a esto la Vida tomó forma humana, se convirtió en la diosa Kaliba. Entonces la Muerte tomó fuerza y se aprovechó de la joven humanidad, envenenándoles la mente y aprovechando sus celos y su codicioso corazón. La diosa Kaliba lloró entonces siete lágrimas que se convirtieron en la orbe del Tiempo, que fue utilizada para vencer a la Muerte. Pero los druidas seguidores de Kaliba fragmentaron el orbe en siete cristales para evitar que fuera usado para el mal.
A la nueva victoria de Kaliba volvió una era de paz, que finalmente fue saboteada por un monje rebelde llamado Drakil Tanan, quien se convirtió en un nigromante. Luchó contra los seres de la diosa Kaliba y contra la diosa en persona. Su oscuridad y sus sortilegios lastimaron la mano de ella y esta se convirtió en un instrumento del mal, la Mano Astral, la cual Drakil comenzó a manipular y con ella adquirió la habilidad de metamorfosearse en un dragón, por lo que cambió su nombre en Draak.
El juego adquiere el nombre a partir de una creación mágica de Draak, la Darkstone, un monolito que emergió del suelo de la ciudad a partir de un rayo y que parece estar unida al trono de Draak en el inframundo. La Darkstone de la ciudad cubre de nubes a toda la Tierra de Uma y consume la vida de los habitantes, convirtiéndolos lentamente en estatuas.

### Misiones
El desarrollo del juego es más complejo que el promedio de los juegos. En total son 32 niveles, estos se dividen entre ocho partes (siete cristales más la guarida de Draak) y a su vez las partes se dividen en cuatro tierras. Hay que notar que cada parte tiene tres posibles historias, a excepción de la guarida de Draak.
Las Tierras de Ardyl
1. El cristal de la sabiduría. La cruz de sol; el fantasma de Riken; la gente petrificada.
2. El cristal de la virtud. El unicornio; la canción de las serpientes; la enfermedad de Genna.
Las Tierras de Marghor
3. El cristal de la valentía. La joya; el bebe; el avispero.
4. El cristal de la nobleza. Horgan; los venenos; Shadire.
Las Tierras de Omar
5. El cristal de compasión. Langolín; los templarios.
6. El cristal de la integridad. Las tres deidades infernales; los círculos.
Las Tierras de Serkesh
7. El cristal de la fuerza. El número; el concilio de los druidas, Luxorius el vampiro.
8. La guarida de Draak.
El juego se centra en obtener los siete cristales y vencer a Draak, pero además hay 19 misiones opcionales que se ubican al azar en todo el juego. No son necesarias cumplirlas para ganar el juego, pero obtienes dinero en el juego al cumplirlas. 16 misiones son de encontrar objetos en las mazmorras y devolverlos a la gente de la ciudad, 3 de ellas son de asesinar monstruos que atormentan a los habitantes:
Búsquedas
1. El Arpa Celestial.
2. El Cuerno del Unicornio.
3. El Escudo de luz. Un escudo indestructible que puede ser equipado.
4. El Jarrón roto.
5. El Medallón de Melchor. Un medallón que puede ser equipado, pero quita 1 de fuerza.
6. El Libro de las Rutas.
7. El Pergamino Sagrado.
8. El Santo Grial.
9. El Yunque mágico.
10. La Diadema real.
11. La Escama de Dragón.
12. La Espada maldita. Una espada que puede ser equipada, pero quita 20 a todas las características y está bajo una maldición.
13. La Flor de la Tormenta.
14. La Garra de Sargón.
15. La Partitura del Bardo.
16. La Piedra de los Espíritus.

Asesinatos
1. Buzbal el furioso. Un hombre rata jefe.
2. Garth el maléfico. Un esqueleto capitán que arroja chispas.
3. Nosferatu el vampiro. Un vampiro que se teletransporta y deja bombas mágicas a su paso.

### Personajes

#### Protagonistas
El protagonista del juego es un personaje creado por el usuario, se puede elegir el nombre, la clase y la apariencia basada en la clase de personaje. Las clases de personaje son cuatro en total:
1. El Guerrero y la Amazona. Especializados en el uso de armas a corta distancia, como la espada y el hacha.
2. El Mago y la Hechicera. Especializados en la mágia y en menor medida en las habilidades.
3. El Asesino y la Ladrona. Especializados en armas de larga distancia, como la daga, el shuriken y el arco.
4. El Monje y la Sacerdotisa. Especializados en las habilidades y en menor medida en la magia.

#### La gente de la Ciudad
Los personajes de la ciudad te ayudan comprando o vendiendo objetos, además de ofreciendo sus servicios a cambio de dinero o incluso de manera gratuita.
- Gunther el Herrero. Vende, repara, compra y mejora armas y armaduras.
- Madame Irma. Cura gratuitamente, identifica objetos y libera de maldiciones en el equipo del jugador.
- Perry el Tabernero. Vende comida y ofrece recuperar maná, vida y alimento total por 100 piezas de oro.
- Larsac el Usurero. Es el banquero que ofrece sus servicios gratuitamente.
- Maese Elmeric. Compra y vende pociones, pergaminos, joyas, libros, además de que recarga objetos con hechizos y maná limitado.
- Maese Dalsin. Es quien enseña las habilidades del personaje protagonista.
- Los guardias Bill y Murray. Bill ofrece consejos cada cierto tiempo. Murray ofrece una expedición por la ciudad.
- Los entrenadores. Se encuentran en el campo de entrenamiento. El arquero Bowman, el espadachín Swan y el hechicero Wozarg.
- Los músicos Audren y Krym. Son dos músicos en el centro de la ciudad, que tocan una canción cuando le das piezas de oro al sombrero que está en el suelo frente a ellos.
- Los habitantes del pueblo. Se pasean por los alrededores y son los que piden las misiones opcionales, también hablan sobre la historia del juego. Ellos son: Artemis, Basil, Edward, Gruber, María, Ray, Ridge, Rosa, Susana y un pollo.

#### Enemigos
Draak es el enemigo principal, en su forma de dragón. Los enemigos menores son murciélagos, ratas, pollos, arañas, serpientes, escorpiones, medusas, trasgos, esqueletos, avispas gigantes, hombres rata, orcos, amazonas, hombres lagarto, trolls, vampiros, espectros, druidas, wyverns, ojos de Caín, golems de hielo y fuego, gorgonas y Santa Claus. Otros enemigos que sólo aparecen en algunas historias son magos, hombres lobo y gigantes.
La mayoría de los enemigos tienen variantes. Por ejemplo: el esqueleto, puede tener una espada, una espada y un escudo o un arco y flechas; además puede ser blanco, verde, azul o rojo. También existe el esqueleto capitán, más grande y algunos capaces de lanzar bolas de fuego (aunque nunca portan arcos).

### Sinopsis

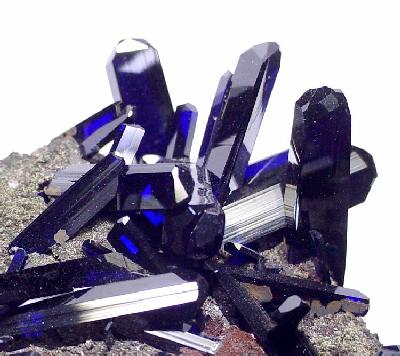
En darkstone siete cristales deben ser unidos para formar la orbe del tiempo, con la cual vencer a Draak.

En la fantástica Tierra de Uma, un monje de Kaliba, llamado Drakil Tanan, comenzó a investigar la magia negra y la nigromancia en secreto, deseoso de poder. Cuando fue descubierto por el resto del monasterio, criando espectros y esqueletos para hacerlos sirvientes, fue expulsado y cambió su nombre por Draak. Draak mejoró sus técnicas en nigromancia y atacó a la diosa Kaliba, lastimando su mano la convirtió en un objeto del mal: la mano astral.
Con ella adquirió la habilidad de convertirse en dragón y atacó un templo dedicado a la diosa Kaliba, asesinando a los monjes que eran sus antiguos compañeros. Entonces es cuando el viajero (tu personaje) regresa a la ciudad convertido en un héroe tras tanto entrenamiento. La muerte de sus padres acaba de suceder y decide combatir el mal que hay a las afueras de la ciudad. Oye la historia de Draak y cómo desea convertirse en un dios para asesinar a Kaliba y convertirse a sí mismo en el único gobernante supremo de la Tierra de Uma.
Esperando ser el elegido comienza la búsqueda por los siete cristales y con ellos formar la orbe del tiempo, el único objeto capaz de debilitar a Draak mientras tiene la mano astral en su poder. Para ello aparece Sebastían, un antiguo seguidor de Kaliba, quien promete ayudar al viajero. Pero el viajero debe pasar por sus propias pruebas para descubrir que es el elegido puro de corazón que cuenta la leyenda.
Tras obtener el cuarto cristal, el cristal de la nobleza, Draak se siente amenazado y con un poderoso hechizo de la mano astral oscurece el cielo con gruesas nubes y hace emerger del suelo de la ciudad un monolito maldito que roba la vida de las personas, petrificándolas poco a poco, este monolito es llamado por los pobladores la Darkstone.
Sumergido el mundo en las sobras, el viajero continúa su misión y al obtener los siete cristales vuelve a encontrarse con Sebastían. El mago seguidor de Kaliba une nuevamente los cristales en la orbe del tiempo, la cual sólo funcionará unos segundos durante la pelea con Draak para evitar que se regenere de sus heridas.
Tras recorrer los calabozos y laberintos del infierno, se descubre la guarida de Draak. Draak se transforma en dragón y comienza la batalla por la Tierra de Uma. Draak es lastiado gravemente y cuando está a punto de invocar su regeneración, el viajero activa la orbe del tiempo y Draak queda incapaz de curarse. Finalmente el viajero asesta un golpe mortal a Draak y el Señor Dragón (como hacía llamarse) finalmente muere.
Al regresar a la ciudad el viajero sorprende al ver que toda la ciudad se ha convertido en piedra por el poder mágico de la Darkstone. El viajero toma la mano astral y con la orbe del tiempo destruye tanto la Darkstone como la propia mano astral. Entonces el cielo se despeja, las criaturas malignas invocadas y creadas por Draak desaparecen y la gente del pueblo recupera su forma original. Así el viajero se convierte en el mayor héroe de la tierra de Uma.

## Sistema de juego
Darkstone es un juego de rol de acción en tercera persona en un entorno tridimensional. Se puede elegir jugar con uno o dos personajes a la vez. Con el cursor el jugador mueve al personaje y dicta las acciones, como atacar, hablar con los personajes secundarios, abrir puertas, recoger objetos o lanzar hechizos. Se puede girar la cámara, bajarla y subirla (con cierto límite) y acercarla o alejarla.
Hay una pequeña barra de estado donde el jugador manipula el estado de uno o de ambos personajes. Posee un inventario de todos los objetos que el personaje carga en ese momento, además de una ventana de equipamiento donde el jugador elige el arma, el escudo, la armadura y el casco que desea que tenga su personaje, además de amuletos y anillos.
Hay un “libro de hechizos” (como es llamado en el juego) donde se muestran los hechizos que el personaje ya ha aprendido. De aquí se puede elegir uno para tener acceso rápido al hechizo con el botón secundario ya estando en la batalla.
Muy semejante al “libro de hechizos” es una ventana de las habilidades aprendidas, una lista de las habilidades que el personaje ha aprendido y que igualmente se puede crear acceso rápido para el combate.
Otras ventanas son: el historial de conversaciones, la lista de lugares visitados, el mapa.
Existe un porcentaje de vida, maná (para los hechizos), comida (si baja es necesario alimentar al personaje) mostrados todos en el HUD (barra de estado del personaje), localizado en la parte inferior. Se manejan cuatro características, mostradas en el inventario, que al subir de nivel de experiencia se pueden mejorar: fuerza, magia, destreza y vitalidad. Fuerza, destreza y vitalidad ayudan al ataque; la magia ayuda a los conjuros y la cantidad de maná; además la vitalidad aumenta la cantidad de vida.
Misiones y mapas generados aleatoriamente para diversidad al momento de jugar nuevamente.
En su última versión existen cinco tipos de dificultad: Aprendiz, Experto, Maestro, Hero (héroe), Legend (leyenda).

### Objetos, hechizos y habilidades

#### Armas, armaduras y otros equipamientos
Las armas que se utilizan en el juego son de un estilo medieval y hay dos clases: sin alcance y con alcance. Las que no tienen alcance son aquellas en las que uno debe colocarse junto al enemigo para dañarlo como son la espada, el hacha, el cetro, el bastón, la lanza, la alabarda, la porra, la maza, el martillo y la antorcha. Las armas de alcance no tienen límite de distancia, aunque el enemigo debe estar dentro de la visión del jugador; estas son el shuriken, el arco, la daga arrojadiza y el hacha arrojadiza.
Las protecciones son el escudo, la indumentaria y el casco. Los escudos pueden ser de madera o de metal, aunque una antorcha también se puede usar en la mano de los escudos. Las indumentarias posibles son el harapo, el traje de mago, la vestidura de sacerdote y la armadura. Los cascos pueden ser diferentes tipos de yelmos.
Otros equipamientos aparte son los amuletos y los anillos.

#### Hechizos

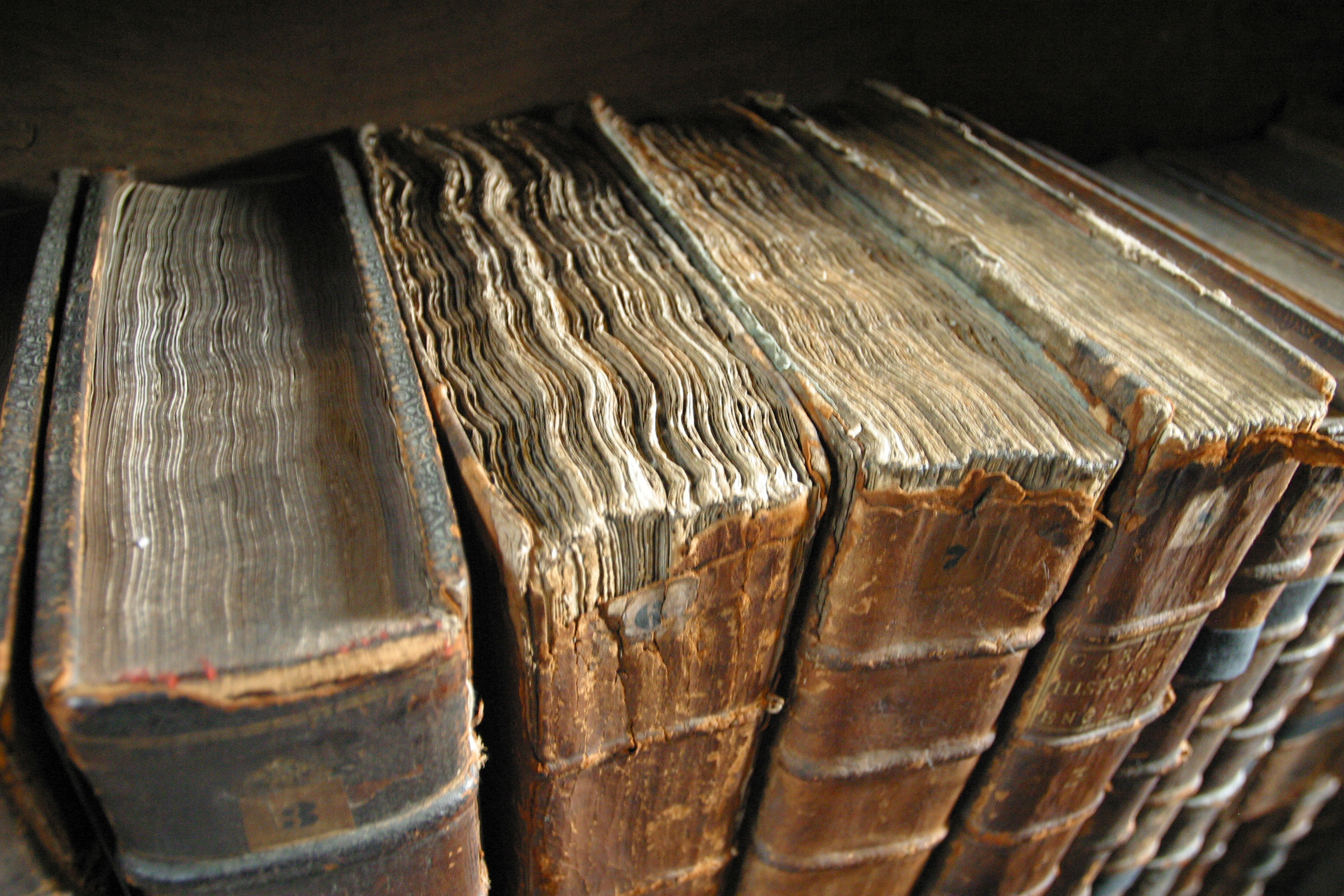
Aprender los libros de hechizos es la forma más común de usar magia en Darkstone.

Los hechizos son actos de magia utilizados para la defensa, el ataque o la curación. Utilizan maná y pueden ser espontáneos como bola de fuego (se crea un proyectil de fuego que daña al enemigo) o de cierta duración como invisibilidad (el personaje se hace invisible por unos segundos). Al aprenderlos tienen ciertos niveles de experiencia, que entre mayor sea el nivel el hechizo tendrá más efecto o mayor duración.
En total son 32 hechizos y hay tres formas de usarlos: aprenderlo con un libro, usarlo con un objeto bendecido con tal hechizo (como un arma o un anillo) o con un pergamino de tal hechizo. Cuando el hechizo se aprende se usa el maná del personaje al invocarlo, cuando se usa por medio de un objeto bendecido se usa el maná que tiene tal objeto y cuando se usa un pergamino sólo se puede invocar una vez por cada pergamino.

#### Habilidades
Las habilidades son parecidas a los hechizos, pero no gastan maná y se aprenden con Maese Dalsin, a cambio de dinero. En total son 22 habilidades posibles.
Hay tres tipos de habilidades: pasivas, espontáneas y temporales. Las pasivas son aquellas que funcionan con tan solo aprenderlas, como maestro de armas, mayor habilidad de ataque cuerpo a cuerpo; las espontáneas son aquellas que funcionan al invocarlas, como reparación, repara un objeto dañado; las temporales son las que tienen cierta duración, como licantropía, que convierte al personaje en hombre lobo por unos segundos.